# Einfachrohrblattinstrument

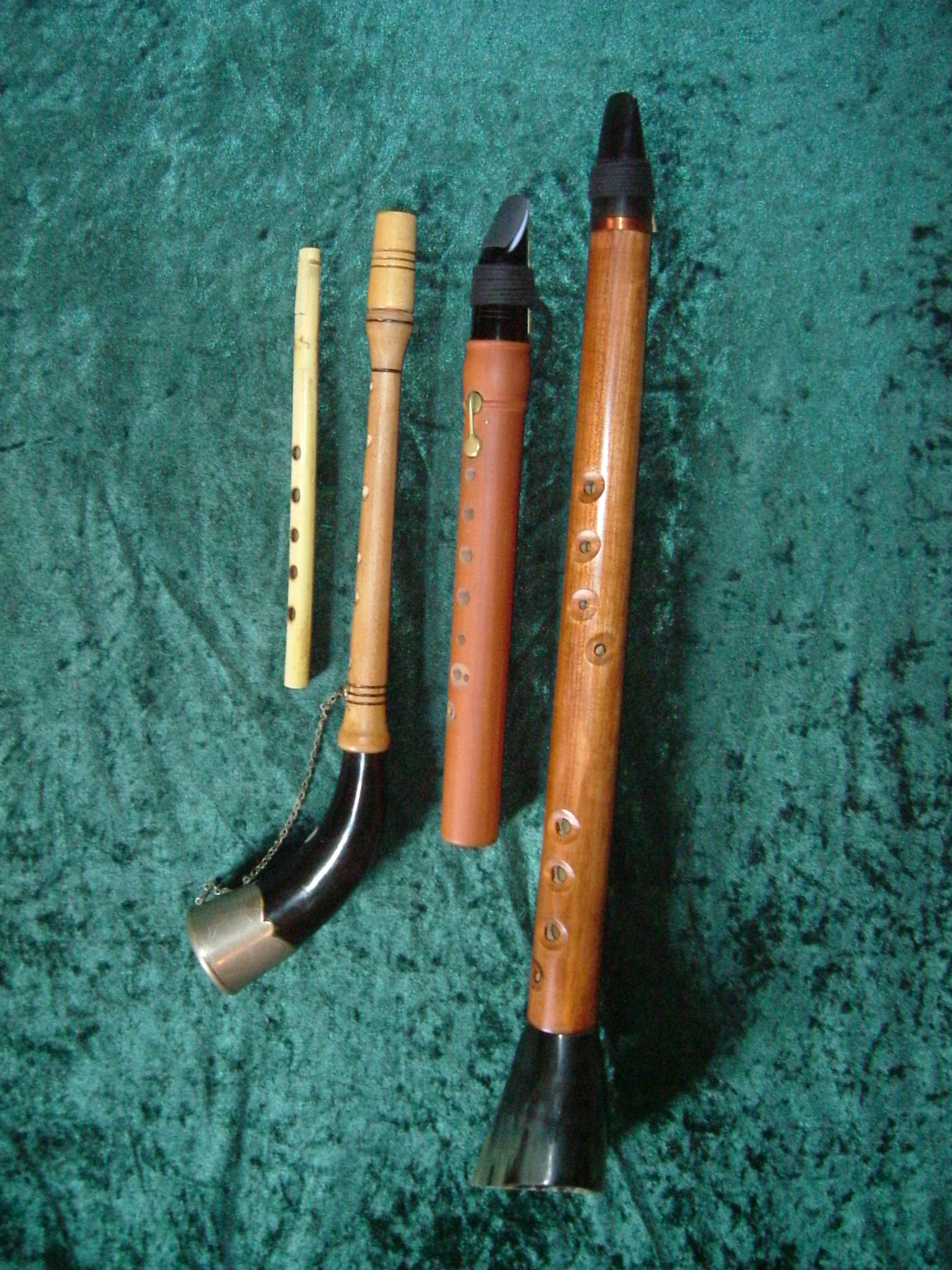
Einfachrohrblattinstrumente: Mantoura, Rischok, Chalumeau, Birbynė

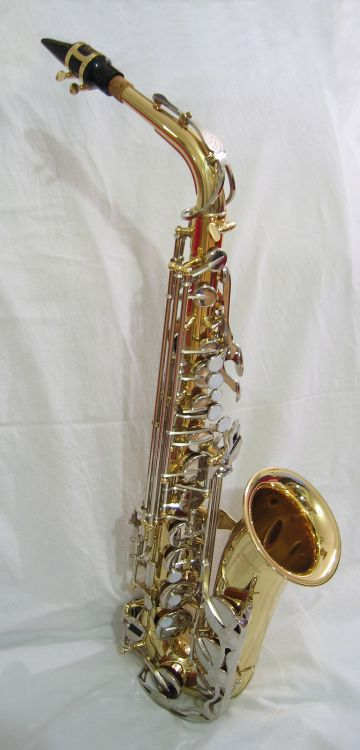
Modernes Einfachrohrblattinstrument: Saxophon

Einfachrohrblattinstrumente gehören zu den Holzblasinstrumenten. Ihr Ton wird erzeugt, indem eine einzelne aufschlagende Zunge aus Schilf- bzw. Pfahlrohr oder einem anderen Material (Rohrblatt/Blatt) von einem Luftstrom zum Schwingen angeregt wird. Die Tonhöhe wird durch die Länge des mit dem Rohrblatt verbundenen Schallrohrs bestimmt bzw. kann durch Abdecken oder Öffnen von Grifflöchern variiert werden. Bei Instrumenten, deren Blatt mit Lippenkontakt gespielt wird, kann die Tonhöhe zusätzlich durch unterschiedliche Abteilung des Rohrblatts bzw. durch Änderung des Drucks auf das Blatt beeinflusst werden.
Neben Rohrblatt und Schallrohr können Einfachblattinstrumente um Schalltrichter oder Windkapseln erweitert sein. Häufig begegnen Doppelinstrumente mit unterschiedlichen oder gleichartigen Schallrohren.
Der charakteristische Klang der Einfachblattinstrumente ist häufig durchdringend und intensiv, vergleichbar mit dem der Doppelrohrblattinstrumente, jedoch weniger nasal. Bei wenigen Instrumenten (Klarinette, Chalumeau) wird ein recht weicher Klang realisiert.
Die Einfachblattinstrumente bilden mit den Doppelrohrinstrumenten (zu denen die Schalmeien gehören) die Gattung der Rohrblattinstrumente. Mit den Lingualpfeifen der Orgel bilden sie die Kategorie der Aufschlagzungeninstrumente. Schallrohre mit Einfachrohrblatt finden vielfach als Melodie- oder Bordunrohre in Sackpfeifen Verwendung.

## Grundlagen

### Terminologie
Einfachrohrblattinstrumente sind weltweit verbreitet. Die Terminologie ist vielfältig und oft schwankend. Einerseits begegnen regional sehr verschiedene Bezeichnungen für gleiche Instrumente. Andererseits sind die Bezeichnungen der Einfachblattinstrumente häufig nicht scharf von anderen Blasinstrumenten abgegrenzt (insbes. von Doppelrohrblattinstrumenten oder Sackpfeifen).
Instrumentenkundlich werden die Einfachblattinstrumente häufig als „Klarinetten“ bzw. „Klarinetteninstrumente“ bezeichnet (nach dem, neben dem Saxophon, bekanntesten Instrument dieser Gruppe). Die Klarinette stellt jedoch eine spezielle, relativ junge Entwicklung dar und kann in mancher Hinsicht (Klappenmechanik, mehrfaches Überblasen, volle Chromatik, Klangfarbe) nicht als typisch für die Instrumentenfamilie gelten.
Für traditionelle Einfachblattinstrumente werden daher auch folgende Bezeichnungen verwendet: Volksklarinetten, einfache bzw. primitive oder traditionelle Klarinetten, idioglotte Klarinetten, Hirtenklarinetten, Naturklarinetten, Rohrpfeifen bzw. Hornpfeifen (nach engl. Reedpipe/Hornpipe). Wissenschaftlich wird der Typus als Monoglottophone (Monoglotter) bezeichnet.

### Rohrblatt

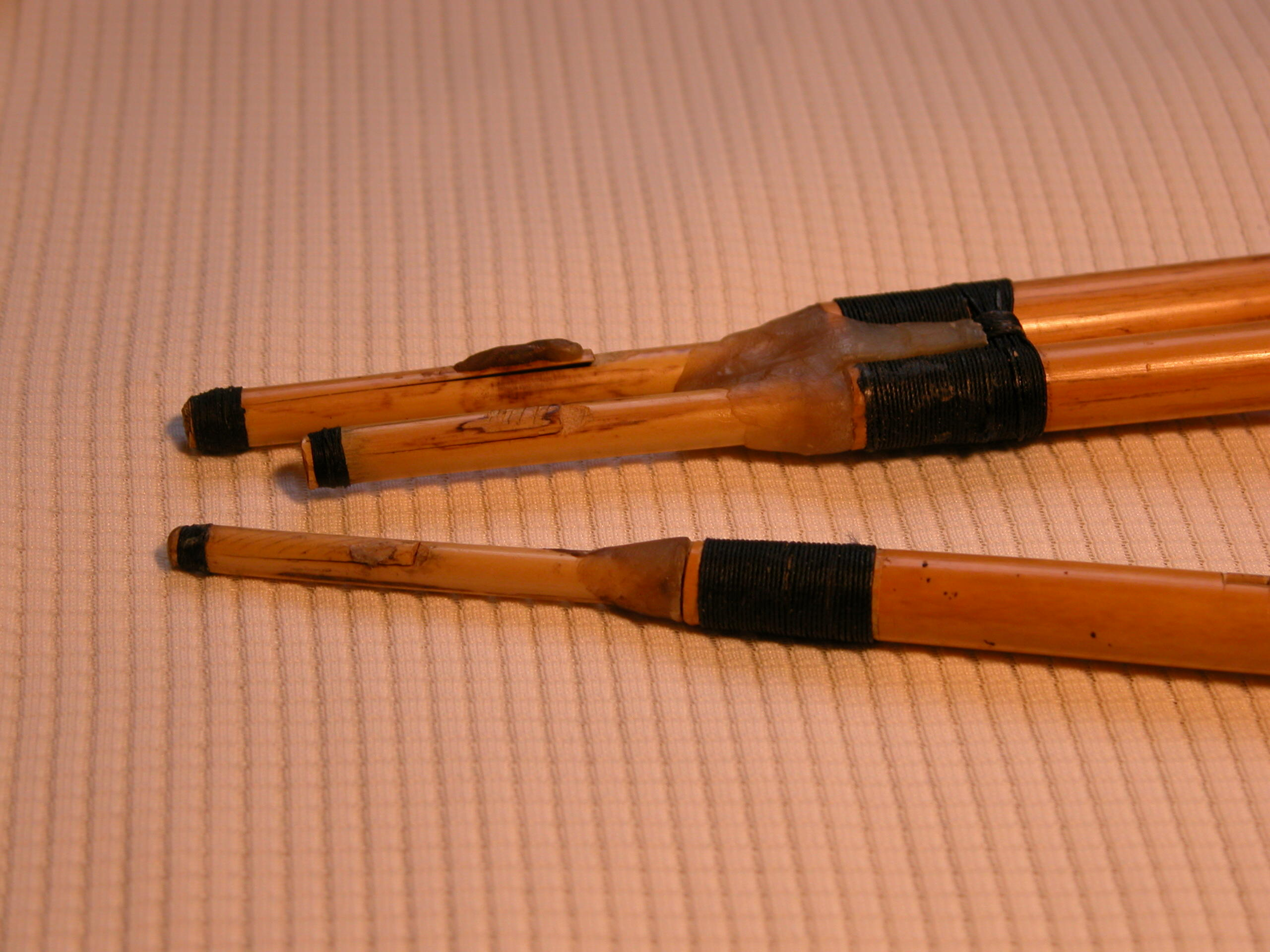
Kataglotte Rohrblätter von Launeddas, geschabt bzw. mit Wachs beschwert (Sardinien)

Wie der Name sagt, werden die Rohrblätter meist aus Schilf-, Pfahl- oder Bambusrohr hergestellt. Daneben gibt es Blätter aus Strohhalmen, Federkielen, Holz, Baumrinde oder Kunststoff. Entsteht die Stimmzunge durch einen Einschnitt in das Rohr und bleibt auf einer Seite fest mit diesem verbunden, so spricht man von idioglotten Rohren. Durch einen Abwärtsschnitt schwingt das obere Ende frei (anaglottes Rohr). Durch einen Aufwärtsschnitt schwingt das untere Ende frei (kataglottes Rohr).
Ist die schwingende Zunge auf einem Hohlkörper mit einer abgeflachten Öffnung so befestigt, dass sie abgenommen werden kann, spricht man von heteroglotten Rohren. Wird der Hohlkörper, der das Gegenstück zum Blatt bildet, bei größeren Rohrdurchmessern schnabelförmig ausgestaltet, so entsteht ein Mundstück.

### Spielweise
Die Instrumente mit idioglottem Rohrblatt haben nahezu keinen Dynamikbereich, geringe Blasdruckänderungen führen zu Tonhöhenänderungen und werden daher zur Intonation genutzt. Große Blasdruckänderungen führen zum Überblasen des Instruments und werden entsprechend eingesetzt.
Instrumente mit heteroglottem Rohr (s. u.), haben i. d. R. breitere Blätter und größere Rohrdurchmesser bzw. Mundstücke. Dadurch verfügen diese Instrumente über einen recht großen Dynamikbereich.
Die idioglotten Einfachrohrblattinstrumente aus dem Mittelmeerraum und Asien werden häufig mit Zirkularatmung gespielt. Durch Windkapseln oder Hohlkörper als Luftreservoir ergibt sich ein Übergang zur Sackpfeife. Einige Instrumente werden getrennt oder verbunden mit einer Sackpfeife gespielt (s. u. Diple, Tsambouna, auch Magruna).

## Typologie
Die folgende Aufstellung umfasst nur Instrumente aus dem Mittelmeerraum und Europa. Alle genannten Instrumente haben Grifflöcher. Daneben gibt es einfache Signalinstrumente ohne Grifflöcher (Corru 'e boe, Sardinien; Turulla, Spanien).

### Instrumente mit fest verbundenem Blatt (idioglott)
Die Mehrzahl der Einfachblattinstrumente ist mit einem idioglotten Rohr versehen. Nach den Bestandteilen der Instrumente lassen sich folgende Typen unterscheiden:
Instrumente aus einem Stück (integriert)
Die einfachsten Instrumente entstehen durch einen Einschnitt in einem Rohr oder Halm. Beispiele für den integrierten Typus: Pito de centeno, (Roggenhalm, Kastilien), Pai (Haferhalm, Rumänien), Soropilli (Strohhalm, Finnland) und die
Mantoura (auch Mandoura, Mpantoura, Thiambioli, Kreta) und die Bena semplice (Sardinien) aus Rohr. Mit Leder umkleidet war die Mock Trumpet (idioglottes Rohrchalumeau, England, Wende vom 17. zum 18. Jahrhundert).
Instrumente mit einfachem Schallrohr

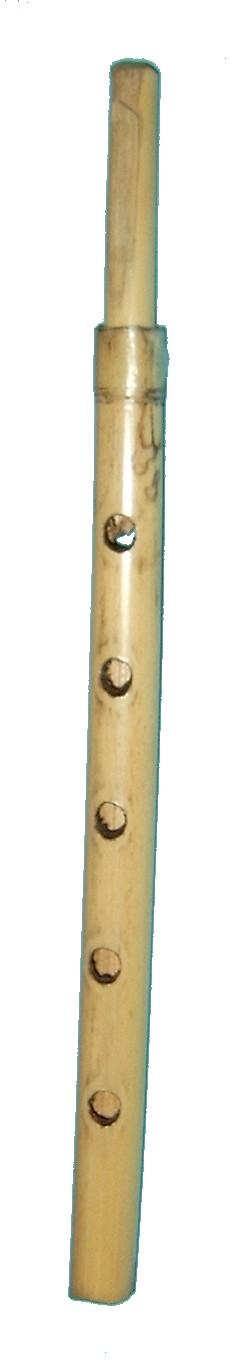
Sipsi (Türkei)

Bei nichtintegrierten Instrumenten wird ein isoglottes Rohrblatt in einem Schallrohr mit größerem Durchmesser aus unterschiedlichem Material befestigt (Rohr, Holz).
Die einfachste Form (Rohrblatt mit Schallrohr aus Schilfrohr) findet sich in folgenden Instrumenten: Sipsi, (Türkei), Diplica, (Kroatien, Baranja), Xirimieta mallorquina, (Xeremeieta/Reclam de Xeremies, Mallorca, Balearen – auch als Doppelinstrument wie Midschwiz, s. u.), Roopill (Estland) sowie Bâzoi, (Rumänien).
Die Bena cun corru hat ein Schallrohr mit drei Grifflöchern aus Bambus und einen Schalltrichter aus Horn. Die Bena cun zucca hat einen Kürbistrichter.
Das finnische Lävikko hat ein Holzrohr und einen Schalltrichter aus Birkenrinde. Bei der Turuta (Spanien, Extremadura) sind Rohr und Schalltrichter aus einem Stück Holz gefertigt. Bei der Cialamella (auch Cialambella und Cialamedda) ist ein Schallrohr in einen viereckigen Holzblock gebohrt und ein Schalltrichter aus Holz angefügt.
Die Puwi-puwi auf Java besteht aus einer konischen Holzröhre und einem Mundstück aus Rattan mit einem anaglotten Rohrblatt, das vom Spieler in den Mund genommen wird.
Häufig begegnen Schalltrichter aus Horn, die auch namensgebend sein können. Engl. Hornpipe und gälisch Pibgorn heißen Hornpfeife, Albogue und Alboka (iberische Halbinsel) gehen auf arab. al-boq Horn zurück.
Hornpfeifen sind die Gaita gastore (Gaita del Gastor, Spanien, Cádiz), die Caramera (Caremère/Caremera, Frankreich, Gascogne), die russische Schaleika (Zhaleika/Jaleika) und das ukrainische Rischok (Rizhok, Rih). Bei Zhaleika und Rischok kann eine Windkapsel aus Holz (oder Kunststoff) über das Rohrblatt gesteckt werden wie stets bei der Gajdica (Slowakei). Eine Windkapsel aus Horn haben die Gaita serrana (Spanien, Madrid) und das Pibgorn (Großbritannien, Wales).
Beim rumänischen Talvul dient ein Flaschenkürbis als Windkapsel.
Eine besondere Form hat die Chifla de Campoo (Spanien, Ortschaft Campoo, Kantabrien): Im Inneren eines Klangrohrs mit kleinerem Trichter am oberen und größerem Trichter am unteren Ende wird ein nur von den Lippen gehaltenes Rohrblatt geblasen.
Instrumente mit mehreren Schallrohren
Traditionelle Einfachblattinstrumente haben häufig doppelte (auch dreifache) Schallrohre. In der Literatur werden diese Instrumente auch als „Doppelklarinetten“ bezeichnet.
Als Clarinetto doppio (Italien, Sizilien) werden zwei verschieden lange unverbundene Instrumente gleichzeitig gespielt (nicht integrierte Rohrblätter, Melodierohre aus Schilfrohr oder Bambus – auch einzeln). Die beiden Rohre divergieren beim Spielen (V-Form).
Beim ägyptischen Arghul werden zwei Rohre verschiedener Größe parallel verbunden, davon ein Melodierohr und ein Bordunrohr (verschiedene Größen, Bordunrohre 80–240 cm). Ein kürzeres Instrument, bei dem Melodie- und Bordunrohr in etwa gleich lang sind, heißt in Ägypten Zummara. Sehr ähnlich sind die sardischen Benas doppie, bei denen ebenfalls ein Melodie- und ein Bordunrohr zusammen gebunden werden.
Ein Instrument, in dem zwei gleich lange Melodierohre mit gleich vielen Grifflöchern verbunden werden, heißt in Ägypten, Libanon und Palästina Midschwiz, in den anderen arabischen Ländern Zummar/Zummara (auch Mindjara), in Albanien ebenfalls Zummare. In der Türkei heißen die entsprechenden Instrumente Çifte (auch Argun, Argul, Kargin, Zambir genannt) und es gibt verschiedene Ausführungen (entsprechend Arghul oder Midschwiz).
Beim südfranzösischen Sonarel (Languedoc) sind ein Melodierohr und ein Bordunrohr durch einen Steg fest miteinander verbunden.
In Nordafrika trägt das Doppelinstrument mit zwei gleich gestimmten Spielrohren meist zwei Horntrichter und wird dort Magruna genannt.
Die sardinischen Launeddas vereinen drei Instrumentenrohre unterschiedlicher Länge. Die Bordunröhre ist durch veränderbare Teilstücke und verschließbare Löcher stimmbar und durch einen Steg mit dem zweitlängsten Rohr verbunden, welches Grifflöcher hat. Das Hauptmelodierohr ist mit den beiden anderen nicht verbunden.
Ein kroatisches Instrument, bei dem zwei gleich lange gerade divergente Spielrohre (Holz) durch eine Windkapsel aus Holz verbunden sind, heißt Šurle (Istrien). Ebenfalls aus Kroatien stammt die Diple (Dalmatien), bei der zwei parallele Schallrohre in ein Holzstück gebohrt sind. Meist haben sie sechs (Melodierohr) bzw. zwei Grifflöcher (Bordunrohr). Die Rohrblätter werden von einer Windkapsel aufgenommen. Diese kann als Befestigungsstück für den Sack einer Sackpfeife (ebenfalls Diple) dienen, die kein weiteres Rohr hat. Das im 18. Jahrhundert in England ausgestorbene Stock and Horn, hatte eine Windkapsel aus Holz, ein Holzkorpus mit Doppelbohrung und einen Horntrichter.
Bei der kretischen Tsambouna (auch Askomantoura) sind Windkapsel, Schalltrichter und ein Steg, auf dem alle Teile befestigt sind, aus Holz. Darin liegen die beiden schallerzeugenden Rohre mit je fünf Löchern. Die Tsambouna dient vorwiegend als Spielrohr für Sackpfeifen, kann aber auch getrennt verwendet werden.

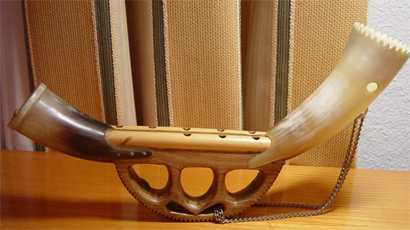
Alboka (Baskenland)

Bei der Alboka (Spanien, Baskenland) bedeckt eine Windkapsel aus Horn zwei gleich lange Rohre mit unterschiedlichen Grifflöchern. Das Instrument hat ebenfalls einen Schalltrichter aus Horn. Alle Teile des Instruments werden von einem halbrunden Holzgriff auf der Unterseite gehalten.
Bei der Pungi in Indien dient eine Kalebasse als gemeinsame Windkapsel für ein parallel verbundenes Melodie- und Bordunrohr. Auch bei der Caramuse (Frankreich, Korsika) dient ein Flaschenkürbis als gemeinsame Windkapsel für ein Melodie- und ein Bordunrohr (wird auch als Sackpfeife ausgeführt).

### Instrumente mit unvollständig trennbarem Blatt (teilheteroglott)
Eine Besonderheit stellten die Instrumente Drček aus der Slowakei und Kärjenoukka aus Westfinnland dar. Ein Haselnuss-, Birken- oder Weidenast wird der Länge nach gespalten und als Melodierohr ausgehöhlt. Das Mundstück wird oben schnabelförmig abgetragen, bis nur ein millimeterdünnes Blatt stehen bleibt, das fest mit der oberen Hälfte verbunden ist. Das Gegenstück auf der Unterseite ist ausgehöhlt. Beide Hälften werden mit Rinde umwickelt und verklebt. Die Instrumente sind im 20. Jahrhundert ausgestorben. Als Drček wird heute in der Slowakei ein heteroglottes Einfachrohrblattinstrument mit konischer Bohrung bezeichnet, eventuell mit einem Schalltrichter aus Horn.

### Instrumente mit trennbarem Blatt (heteroglott)
Instrumente mit zylindrischer Bohrung
Die Totarota aus Südfrankreich besteht aus einem Bambusrohr mit aufgebundenem Blatt, ähnlich wie das in den 70er Jahren „erfundene“ Xaphoon. Das Chalumeau mit blockflötenartigem Korpus war im 18. Jahrhundert in Mitteleuropa verbreitet und häufig mit zwei Klappen versehen, um den Tonumfang nach oben zu erweitern. Vergleichbar ist die Meråkerklarinett, eine Hirtenklarinette aus Norwegen (Ort Meråker).
Das Mänkeri aus (West-)Finnland hat einen birnenförmigen Holztrichter oder einen Schalltrichter aus Birkenrinde. Das armenische Instrument Pku wird für verschiedenen Stimmungen in verschiedenen Größen gebaut und hat einen Horntrichter.
Zum Typus der Instrumente mit zylindrischer Bohrung und heteroglottem Blatt gehört auch die Orchesterklarinette. Das Treujenn gaol (Dreujenn gaol) aus der Bretagne (Frankreich) repräsentiert eine Klarinettenform des frühen 19. Jahrhunderts (meist 13 Klappen, auch weniger) und hat einen Holztrichter.
Instrumente mit konischer Bohrung

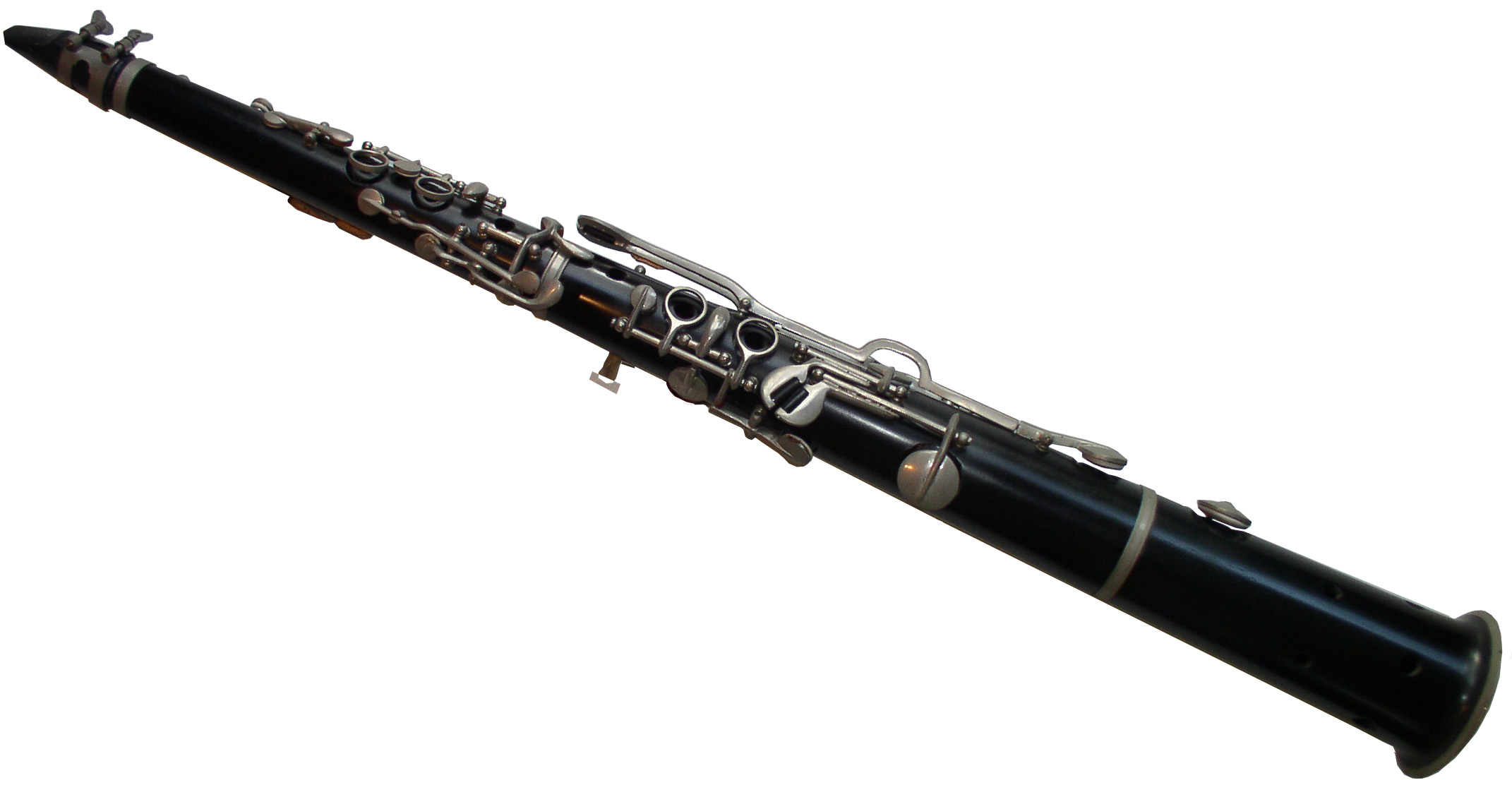
Tárogató in Ungarn, Taragot in Rumänien

Das  Liru aus Finnland (Karelien) hat eine konische Bohrung, die sich zu einem Schalltrichter weitet, und kann überblasen werden. Das Instrument ist mit Birkenrinde überzogen. Die Birbynė aus Litauen wird aus Ahorn- oder Birnenholz gefertigt und hat eine leicht konische Bohrung, einen Horntrichter und ein Horn- oder Ebenholzmundstück. Seit Mitte des 20. Jahrhunderts wird sie als vollchromatisches Instrument mit Überblasklappe und zehn Grifflöchern gebaut (überbläst in die kleine Dezime). Das Tárogató ist eine ungarische Entwicklung des ausgehenden 19. Jahrhunderts, hat einen konisch gebohrten Holzkorpus und einen entwickelten Klappenmechanismus vergleichbar der modernen Klarinette.
Das hierher gehörende Saxophon hat meist ein Schallrohr aus Messing.
Aus einem Ziegen- oder Widderhorn sind das norwegische Tungehorn hergestellt, dessen Spitze eine Öffnung hat, auf dem ein Rohrblatt aus Birkenholz befestigt wird. In das Horn werden Grifflöcher gebrannt oder gebohrt. Ähnlich wird das litauische Ožragis aus Ziegenbockhorn angefertigt.

## Geschichte

### Vorbemerkung
Die geschichtlichen Zeugnisse für die Einfachrohrblattinstrumente erstrecken sich über einen Zeitraum von mehr als vier Jahrtausenden und viele unterschiedliche Regionen. Zwischen den einzelnen Typen liegen oft große zeitliche und geographische Abstände. Der genaue Verlauf der geographischen Ausbreitung und gegenseitigen Beeinflussung ist nicht dokumentiert. Dazu kommt, dass die Zeugnisse i. d. R. den Geschmack der jeweils herrschenden Schicht repräsentieren, während die Instrumente der Volkskultur oft nicht dokumentiert sind.
Es sollte keine „Geschichte der Einfachblattinstrumente“ konstruiert werden, die eine kontinuierliche Entwicklung vom einfachen zum aufwendigeren Instrument annimmt. Schon die ältesten Zeugnisse lassen gedoppelte bzw. mehrteilige Instrumente erkennen. Umgekehrt bestehen einfache Typen oft neben den komplexeren bis heute fort. Diese Vielfalt und jeweilige Eigenständigkeit sind zu würdigen. Daraus ergibt sich eine Darstellung der „Einfachblattinstrumente in der Geschichte“.

### Älteste Zeugnisse
Ägypten 

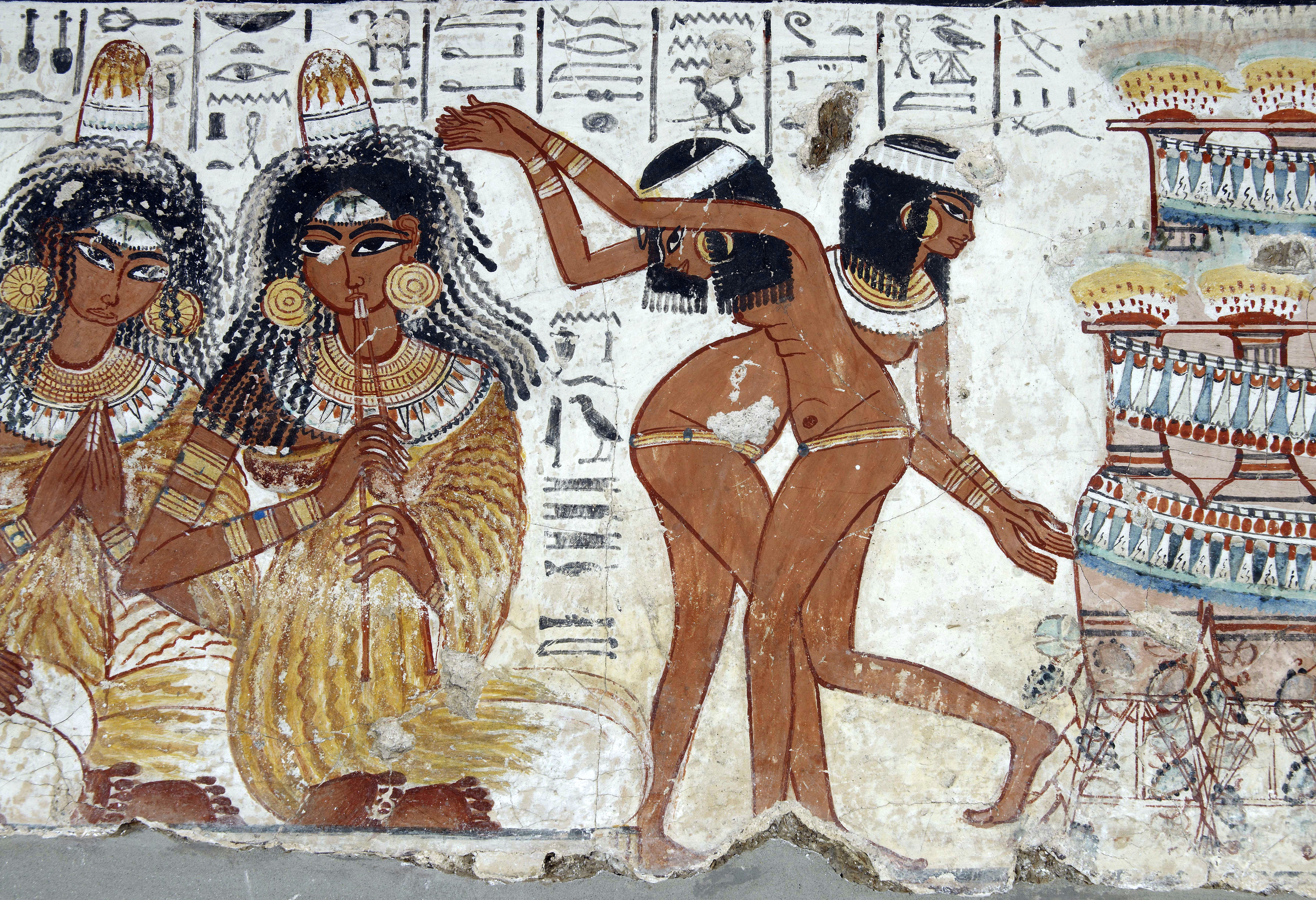
Ägyptisches Doppelinstrument Memet um 1.400 v. Chr.

Aus der 4. Dynastie (2639–2504 v. Chr.) stammt eine in der Nekropole von Gizeh gefundene Statue mit einem Doppelinstrument. Seit der 5. Dynastie (2504–2347 v. Chr.) findet sich dieses Memet genannte Rohrblattinstrument auf bildlichen Darstellungen. Archäologisch sind Exemplare aus dem Mittleren Reich erhalten (ca. 2010 v. Chr. bis 1793 v. Chr.). Aus der Spätzeit (664–332 v. Chr.) sowie aus hellenistisch-römischer Zeit (4. Jahrhundert v. Chr. bis 4. Jahrhundert n. Chr.) sind einige Exemplare aus Schilfrohr sehr gut erhalten. Diese Instrumente scheinen ausschließlich mit Einfachrohrblättern gespielt worden zu sein. Sie hatten Grifflöcher und die doppelten Schallrohre wurden parallel gehalten. Sie sind als die direkten Vorläufer der bis heute im arabischen Kulturraum verbreiteten Instrumente zu betrachten.
Mesopotamien
Bei den archäologisch erhaltenen Melodierohren aus Mesopotamien sind die Mundstücke nicht erhalten. Insofern sind sie nicht sicher als Rohrblattinstrumente zu identifizieren.
Kykladenkultur
Aus dem 3. Jahrtausend v. Chr. ist eine kykladische Skulptur erhalten, die ein Blasinstrument mit zwei symmetrischen konischen Spielrohren hält. Trotz der stark schematisierten Darstellungsweise ist das Instrument als Vorform des späteren Doppelaulos zu erkennen.
Minoische Zeit
Auf einem Sarkophag aus Hagia Triada, einer Ausgrabungsstätte auf Kreta (minoische Zeit, Mitte 2. Jahrtausend v. Chr.), findet sich die gut erhaltene Abbildung eines Doppelaulos, dessen eines Spielrohr einen Schalltrichter trägt. Die beiden Rohre werden parallel gehalten und erreichen fast die Armlänge des Spielers.
Sardinien
Eine auf Sardinien gefundene, phallische Bronzestatuette belegt eine Vorform der dort bis heute erhaltenen Launeddas bzw. Benas. Die auf 1000 v. Chr. datierte 8 cm hohe Figur zeigt einen Spieler, der drei gleich lange zylindrische Spielrohre im Mund hält, die mit ausgestreckten Armen am unteren Ende gegriffen werden.

### Griechischer Aulos

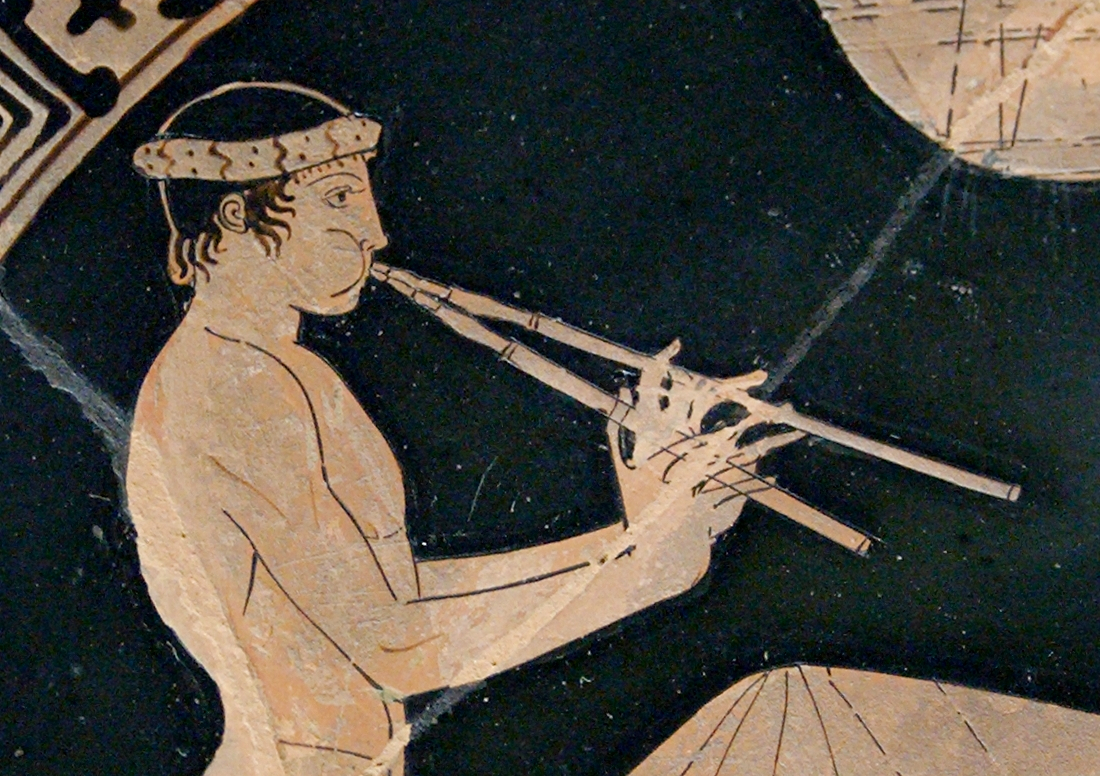
Aulos spielender Jüngling, Schalenbild, Euaion, ca. 460–450 v. Chr.

Seit etwa 700 v. Chr. sind Exemplare des griechischen Aulos, Darstellungen und literarische Zeugnisse erhalten. Es sind ausschließlich Doppelinstrumente dokumentiert, die beim Spielen V-artig gehalten wurden. Sie bestanden aus Knochen, Schilfrohr oder Holz. Es begegnen zylindrische wie konische Formen. Zwischen Spielrohr (bombyx) und Mundstück (zeugos) saßen zwei ei- bzw. trapezförmig verdickte Abschnitte, der holmos und das hypholmion. Die Auloi waren meist um die 50 cm lang, es finden sich jedoch auch kürzere oder längere Formen.
Die Forschung rechnet damit, dass sowohl Einfachrohrblätter als auch Doppelrohrblätter verwendet wurden. Ungeklärt ist, welche Form häufiger war.
Die Spielrohre hatten je drei Grifflöcher, zu denen ein viertes Daumenloch kommen konnte. Aus hellenistischer Zeit sind Instrumente mit deutlich mehr Bohrlöchern erhalten, die z. T. als Schalllöcher zu deuten sind, z. T. mit Hilfe von Wachs verschlossen oder geöffnet werden konnten, um den Tonumfang zu verändern.
Die Abbildungen zeigen die Fingerstellung der rechten und linken Hand der Auleten meist parallel, d. h. die beiden Rohre spielten im Gleichklang bzw. mit Schwebung oder im Abstand eines festen Intervalls. Es konnte eine Mundbinde (Phorbeia) verwendet werden, welche die Zirkularatmung erleichterte. Auloi wurden wahrscheinlich nicht überblasen, da beim Überblasen in die Duodezime keine zusammenhängende Skala zu erzeugen ist.

### Hallstattzeit
In Százhalombatta (Ungarn) wurde die Darstellung einer Doppelhornpfeife gefunden. Eine Figurine aus dem Kontext der östlichen Hallstattkreis (6. Jahrhundert v. Chr.) stellt eine Person dar, die zwei Hornpfeifen in V-Haltung spielt. Das linke Spielrohr dieses „Hallstatt-Aulos“ ist etwa um ein Viertel länger als das rechte. Das rechte Rohr hat mindestens Armlänge. Die Spielrohre sind in die hohle Wölbung der Hörner eingeführt, etwa um ein Drittel der Hornlänge vor der Hornspitze.

### Etruskischer Subulo

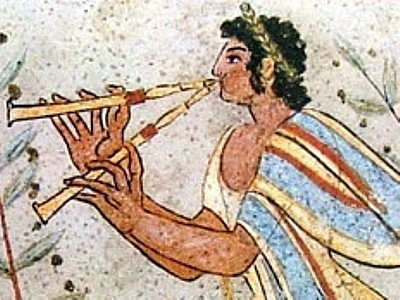
Etruskischer Subulo, Tomba dei Leopardi, Anfang 5. Jahrhundert v. Chr.

Die Etrusker hatten eine ausgeprägte Kultur der Blasinstrumente. Der etruskische Subulo ist ein gedoppeltes Rohrblattinstrument, das entweder von den Griechen übernommen wurde oder in Mittelitalien schon früher verbreitet war. Es gibt nur indirekte literarische (griechische und lateinische) Zeugnisse, jedoch aufschlussreiche Darstellungen. Ein Fresko in der Tomba Francesca Giustiniani zeigt deutlich die sonst in der Mundhöhle verborgenen (anaglotten) Einfachrohrblätter. Beim Instrument aus der Tomba dei Leopardi sind die oberen Enden der Spielrohre rot abgesetzt. Das ist als erster Beleg für einen Metallring zu deuten, der hier das Rohr an der Stelle verstärkt, wo der holmos hineingepresst wird.
Ob es bei den Etruskern Instrumente mit einfachem Schallrohr gab und ob sie Horntrichter als Schallbecher verwendeten, ist nicht sicher zu bestimmen. Sicher ist jedoch, dass die römische Tibia aus dem Subulo entwickelt wurde. Beim römischen Opferdienst spielten ursprünglich Etrusker die Tibia.

### Römische Tibia
In römischer Zeit wurde das Instrument stark weiter entwickelt. Die Tibia wird nun auch aus verschiedenen Holzsorten, Elfenbein und Metall gefertigt. Die Rohre können silberne Drehringe tragen, mit denen Grifflöcher nach Bedarf zu öffnen oder zu schließen sind. Unterhalb der Grifflöcher können mehrere Schalllöcher sitzen, die mit abnehmbaren rohr- oder trichterförmigen Aufsätzen versehen sein können, die offenbar die Klangfarbe beeinflussten. Neben diesen aufwändigen Instrumenten bestehen die einfachen fort.
Es wurden „rechte“ und „linke“ Tibia unterschieden, wobei die rechte länger war und tiefer klang, die linke kürzer bzw. höher. Die rechte war das führende, die linke das begleitende Rohr. Neben dem Zusammenspiel der ungleichen Rohre ist auch das von zwei „gleichen“, i. d. R. rechten belegt. Relativ selten ist das Spiel auf nur einem Rohr (Monaulos) dargestellt oder beschrieben.
Haben die beiden Rohre – bei unterschiedlicher Länge – gleich viele Grifflöcher, wird sie serranische oder lydische Tibia genannt, bei verschieden vielen Grifflöchern phrygische. Die phrygische Tibia trägt auf einem Rohr (meist dem linken) einen elymos genannten Schallbecher, vgl. oben zu Minoische Zeit. Auch kann das Rohrende aufwärts gebogen sein und in einen kleinen Trichter auslaufen. Neben den genannten gab es zahlreiche weitere Instrumententypen, die nur dem Namen nach bekannt sind.

### Verwendung und Klang in der Antike
Auloi wurden im Rahmen des Kultes, insbesondere auch der Mysterienkulte gespielt, ferner im Theater und bei Sportkämpfen, die ebenfalls kultischen Ursprung hatten. Einen festen Ort hatten sie im Rahmen der Trauerriten sowie bei Tanz und Gelage. Es werden männliche und weibliche Auleten abgebildet.
Der Ton wird in den älteren Zeugnissen als scharf und durchdringend, in späteren als „süß“ beschrieben. Bei der Vielzahl unterschiedlicher Instrumentenformen, Mensuren und unterschiedlicher möglicher Mundstücke (auch Doppelrohr) ist mit sehr unterschiedlichen Klangfarben zu rechnen. Das Spektrum dürfte vom Klangbild ähnlich dem des Arghul (lang, zylindrisches Rohr, Einfachrohrblatt) bis zu Instrumenten des Zurnatyps (konisches Rohr, Doppelrohrblatt) gereicht haben.
Einige der klassischen Philosophen kritisieren das Aulosspiel wegen seiner berauschenden, ekstatisierenden Wirkung.

### Mittelalterliche Einfachblattinstrumente in Europa

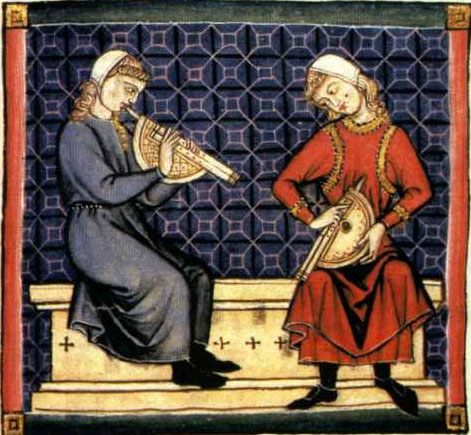
Gedoppelte Instrumente, Schallrohre Holzbogen gehalten, Buchillumination aus den Cantigas de Santa Maria um 1300 n. Chr.

Wegen der engen Verbindung zum nicht-christlichen Kult, zu Tanz und Theater, sowie wegen der in Trance versetzenden Klänge übten die Kirchenväter scharfe Kritik am Spiel der Tibia. Die Musiker der Rohrblattinstrumente sanken als „Spielleute“ und „fahrendes Volk“ auf die unterste Stufe der Gesellschaft hinab.
Aus dem frühen Mittelalter gibt es keine Zeugnisse, dennoch geht die Forschung davon aus, dass die Tradition der antiken Blasinstrumente auch im christlich-abendländischen Bereich untergründig fortbestand. Erste archäologische Funde stammen aus dem 11. Jahrhundert. Seit dem Zeitalter der Kreuzzüge sind auch Einflüsse aus der muslimischen Musikkultur anzunehmen, die das antike Erbe stärker bewahrt hatte.
Funde, Buchilluminationen und Darstellungen in Kirchenräumen des Hochmittelalters lassen eine Fülle von Einfachblattinstrumenten erkennen, die z. T. große Ähnlichkeit mit Volksinstrumenten aufweisen, die bis in die Gegenwart erhalten geblieben sind. Die Fundorte lassen darauf schließen, dass die einzelnen Instrumententypen im Mittelalter große Verbreitungsgebiete hatten.
In der Forschung werden die Instrumente mit den franz. Begriffen chalumeau (mask., pl. chalumeaux) oder muse (fem., pl. muses) bezeichnet. Es besteht eine enge Verwandtschaft zum Platerspiel und zu den Sackpfeifen (franz. cornemuse) derselben Zeit.
Im Einzelnen sind folgende Instrumente bzw. Instrumententypen nachgewiesen: Einfaches Schallrohr mit Rohrblatt (Charavines-Colletière, 11. Jahrhundert); Schallrohr mit Rohrblatt und Schalltrichter in Horn oder Holz (Pouzauges, 12. Jahrhundert; Achlum undatiert); Schallrohr und Rohrblatt mit Schalltrichter und Windkapsel aus Horn (Lund undatiert; Falster, 2. Hälfte 11. Jahrhundert; Cantigas de Santa Maria um 1300 n. Chr., vgl. das walisische Pibgorn); rundes oder eckiges Schallrohr mit Rohrblatt und Windkapsel aus Horn ohne Schalltrichter (Champvoux, 12. Jahrhundert; Sainte-Engrace, 12. Jahrhundert). Doppelinstrumente mit verbundenen parallelen Schallrohren (Psalter von Limoges, 12. Jahrhundert); auf einem halbrunden Holzbogen befestigt (Cantigas) oder mit zwei in ein Holzstück gebohrten Schallrohren (Charavines-Colletière, 11. Jahrhundert; Saint-Ours de Loches, 12. Jahrhundert); Doppelinstrumente mit Schalltrichter aus Horn (Jugazan, 12. Jahrhundert) und Einfach- oder Doppelinstrumente mit Kürbiswindkapsel (Schloss Carlstein, Tschechien, 14. Jahrhundert; Cantigas, mit Bordunrohr). Auch Dreifachinstrumente mit drei parallelen Schallrohren sind nachgewiesen (zwei Bordunrohre ohne Grifflöcher, Cantigas; Codex der Canterbury School 12. Jahrhundert.) Alle diese Instrumente haben zylindrische Schallrohre, die Melodierohre haben drei bis sechs Grifflöcher.

### 17. und 18. Jahrhundert
Im späten Mittelalter verbreiteten sich unter islamischem Einfluss auch in Europa die Doppelrohrblattinstrumente. In der städtischen und höfischen Musik der Renaissance und des Frühbarock werden Pommern, Dulziane, Krummhörner usw. verwendet. Die Einfachblattinstrumente überdauern als „Hirteninstrumente“ in ländlichen Gebieten und Randlagen z. T. bis in die Neuzeit.
Chalumeau
Erst gegen Ende des 17. Jahrhunderts ist das Chalumeau nachweisbar. Es knüpft an die einfachen mittelalterlichen Rohrpfeifen an und hatte zunächst ein idioglottes Rohrblatt (in England als Mocktrumpet bezeichnet, diese Form ist noch gegen Ende des 18. Jahrhunderts bekannt). Zur Erweiterung des Tonumfangs wurden seit Anfang des 18. Jahrhunderts meist zwei obere Klappen hinzugefügt.
Von besonderer Bedeutung ist jedoch der Übergang zu heteroglotten Rohrblättern. Durch die Verbindung mit einem hölzernen Mundstück konnte das Rohrblatt breiter ausgearbeitet werden, die Möglichkeiten des lippendirigierten Spiels wurden erweitert. In der ersten Hälfte des 18. Jahrhunderts wurde das Chalumeau in der höfischen Musik verwendet.
Klarinette

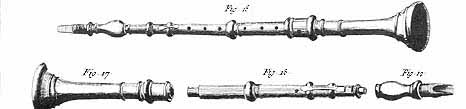
Klarinette um 1750, aus der Encyclopédie de Diderot et D’Alembert (1751–1770)

Nur wenig jünger als das Chalumeau ist die Klarinette. Sie wurde zu Beginn des 18. Jahrhunderts aus dem Chalumeau entwickelt. Johann Christoph Denner (1655–1707), dem üblicherweise die Erfindung der Klarinette zugeschrieben wird, hat nach einer biographischen Angabe von 1730 auch das Chalumeau verbessert. Wesentlicher Unterschied zum Chalumeau sind eine mit Metallhülse versehene Überblasklappe und der hölzerne Schalltrichter. Zur weiteren Geschichte der Klarinetten siehe den Artikel Klarinette.

### 19. und 20. Jahrhundert
Saxophon
Der Belgier Adolphe Sax entwickelte 1840 ein Instrument mit einem Mundstück ähnlich den Klarinetten, jedoch mit konischem Schallrohr aus Metall. Das 1846 patentierte Instrument war von ihm von vornherein für unterschiedliche Stimmlagen gedacht. Entsprechende Instrumente aus Holz sind das 1890 von Vencel József Schunda erfundene Tárogató, das um 1893 von Oskar Adler und Hermann Jordan entwickelte Octavin, sowie die von Wilhelm Hermann Heckel 1907 erfundene Heckelfonklarinette. Während das Tárogató bis heute in Ungarn und Rumänien gespielt wird, konnten sich das Octavin und die Heckelfonklarinette nicht durchsetzen.
Verdrängung und Wiederbelebung traditioneller Instrumente
Die Verbreitung der „modernen“ Instrumente auch im Bereich der lokalen Musiktraditionen führte zu einem Rückgang der traditionellen Volksinstrumente, so dass diese um die Wende vom 19. zum 20. Jahrhundert oft nur noch von einzelnen Spielern in ländlichen Randgebieten gespielt wurden.
Wo die traditionellen Einfachblattinstrumente bewusst gepflegt bzw. wiederbelebt wurden, sind sie zum Zeichen regionalen Bewusstseins geworden (Baskenland, Bretagne, Sardinien, Wales, Ungarn, Litauen). Zum Teil wurden die Instrumente auch weiterentwickelt (chromatische Birbyne, Kombination des konischen Korpus der Bombarde mit einem Saxophonmundstück in der Bretagne).
Neue „Single-Reeds“ in der Weltmusik
Für die Bedürfnisse der Weltmusik wurden in den letzten Jahrzehnten Einfachblattinstrumente entwickelt, die gegenüber den aufwendigen modernen Klarinetten und Saxophonen bewusst vereinfacht wurden. Sie sind vorzugsweise aus Holz oder Bambus, werden mit Klarinetten- oder Saxophonblatt gespielt, verzichten weitgehend auf Klappenmechanismen und können Schalltrichter aus Holz, Horn oder Kürbis tragen. Die Bezeichnung ist bisweilen unpräzise; so handelt es sich bei vielen Bambus- oder Holzsaxophonen um „Klarinetten“ (zylindrische Bohrung, Überblasen in die Duodezime). Die bekannteste der Bambusklarinetten ist das seit 1976 hergestellte Xaphoon. Daneben gibt es echte Bambus- oder Holzsaxophone in vielfältigen Formen.